# Pałac w Łężanach

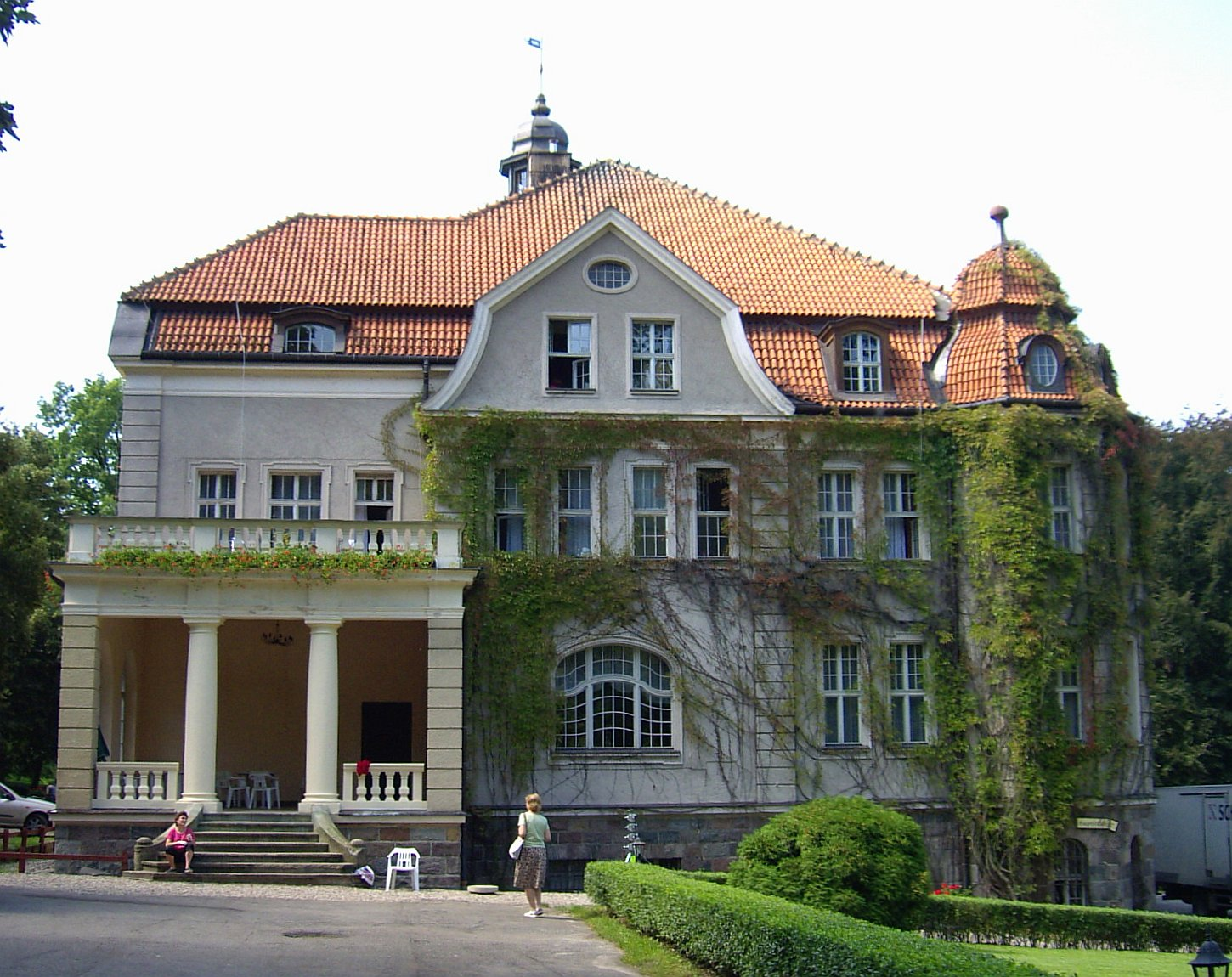
Elewacja wschodnia pałacu z werandą, wieżą mniejszą oraz ozdobnym ryzalitem

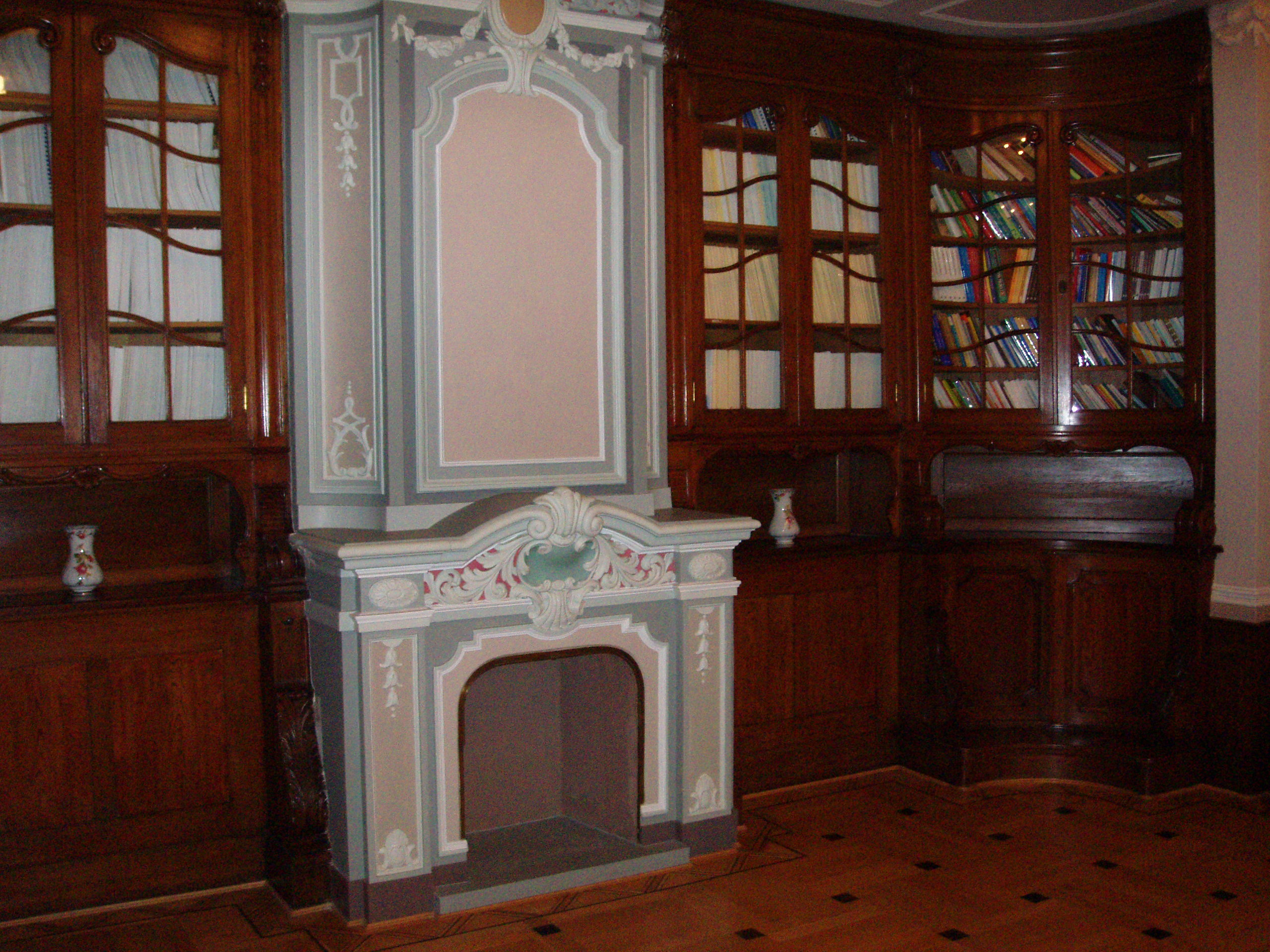
Wnętrze pałacu, kominek

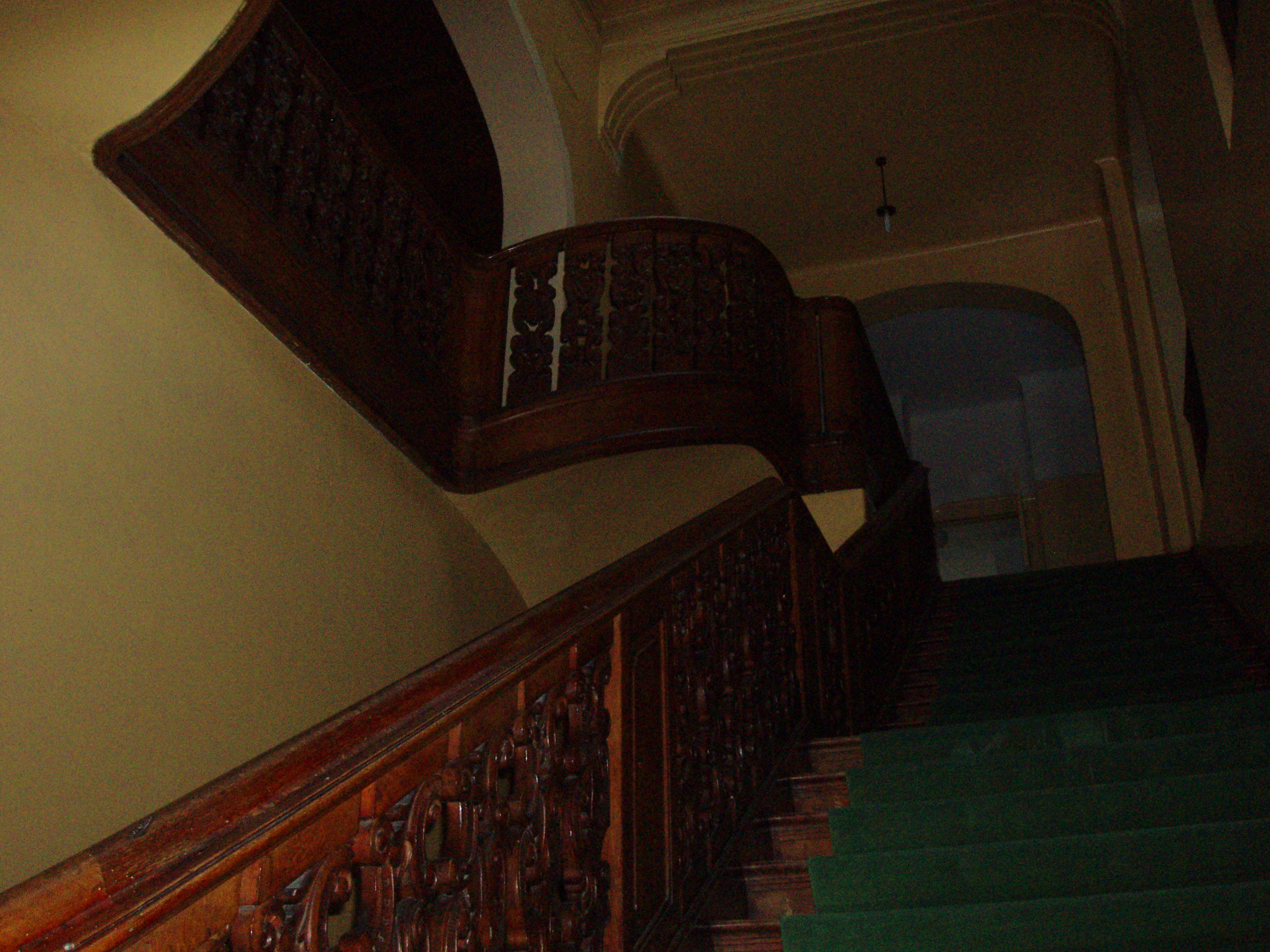
Wnętrze pałacu, schody

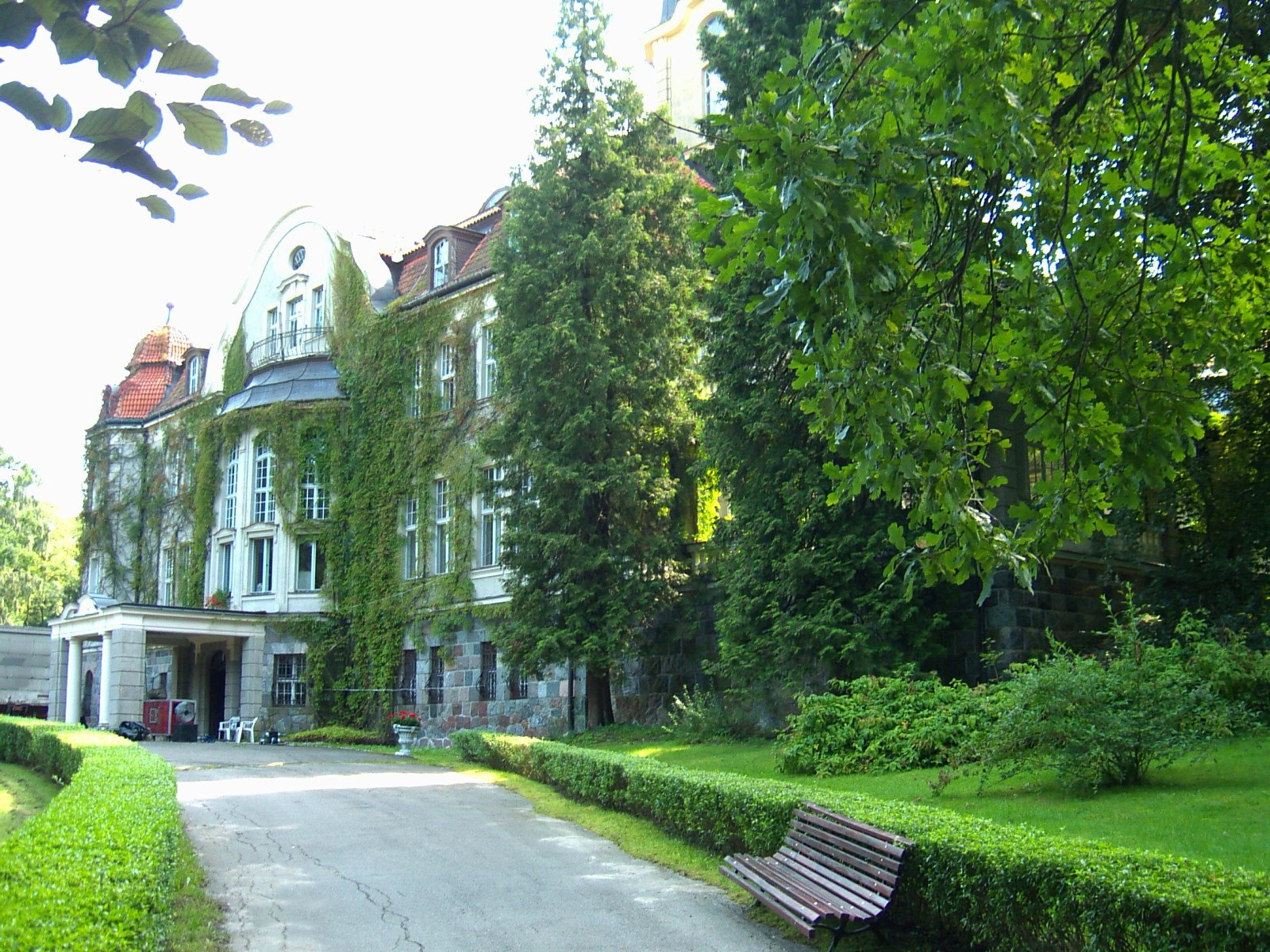
Pałac od strony północno-wschodniej oraz część założenia parkowego w Łężanach

Pałac w Łężanach (pałac von Fischerów-Lossainenów) (niem. Schloss Loßainen) – pałac wraz z zespołem parkowym i zabudowaniami gospodarczymi znajdujący się we wsi Łężany w gminie Reszel w powiecie kętrzyńskim w województwie warmińsko-mazurskim. Wybudowany w latach 1909–1911 w stylu neobarokowym jako siedziba pruskiego rodu szlacheckiego von Fischer-Lossainen.

## Położenie
Pałac położony jest we wsi Łężany około 10 km na południe od Reszla, 26 km na południowy zachód od Kętrzyna i 21 km na północny zachód od Mrągowa. Znajduje się niedaleko drogi wojewódzkiej nr 590 na odcinku Reszel-Biskupiec i umiejscowiony jest na południowych brzegach jeziora Legińskiego, od którego oddzielony jest szosą.

## Historia
Pierwotnie wieś została założona w 1359, lecz o jej późniejszej historii nie zachowało się wiele przekazów. Wiadomo natomiast, iż pierwotna pruska nazwa założenia Lusijeins wywodzi się od pruskiego słowa luisis – ryś. W późniejszych czasach, przez stulecia, sama nazwa wsi znacząco ewaluowała – od 1656 wieś nazywała się z niemieckiego Lossainen bądź Gross Losienen, by około 1790 roku zmienić nazwę na Gross Lozeinen, a o około 1820 na Loszeinen. Wieś wchodziła w skład, leżących nieopodal, dóbr Leginy i dopiero w XVIII wieku, podczas parcelacji tamtejszych ziem, wyodrębniła się jako samodzielny majątek ziemski w Łężanach.
W 1872, bądź jak podają inne źródła w 1885, majątek w Łężanach nabył Gustav Fischer. Początkowo rodzina Fischerów zamieszkała w niewielkim dworze na skraju parku nad jeziorem Legińskim. W wieku 44 lat zmarł Gustav, a zarządzanie majątkiem przejęła po nim wdowa, Elle Fischer z domu Jochmann. Syn Reinhold (1870–1940) natomiast, po pierwszych latach nauki w szkole wiejskiej, wyjechał do Królewca by uczęszczać do tamtejszego Gimnazjum Wilhelma. W wieku 18 lat wstąpił do cesarskiej marynarki. W 1905 zaręczył się, a następnie poślubił Edith z rodu von Rath z Meklem koło Bonn, z którą miał córkę Erikę Renate (ur. 1907) oraz syna Reinholda juniora (ur. 1909).
Reinhold, będący w stopniu kontradmirała floty w latach 1909–1911 (według innych źródeł 1900–1910) w Łężanach wybudował dla swojej rodziny pałac. Była to w większości neobarokowa, założona na planie prostokąta, bogato zdobiona budowla. We wnętrzach znajdowało się 27 pokoi, sala balowa i biblioteka, które były stylowo urządzone i wyposażone w wiele udogodnień jak łazienki, elektryczność czy centralne ogrzewanie.
W 1910 Reinhold, wraz ze zmianą nazwiska na von Fischer-Lossainen, otrzymał tytuł szlachecki Cesarstwa Niemieckiego. W jego ramach, na majątku powiększonym o folwark w Plenowie (niem. Plönhöfen), ustanowił majorat, na którego terenie o powierzchni 628 ha powstały liczne stylizowane obiekty gospodarcze i gdzie funkcjonowała m.in. cegielnia oraz młyn.
Po zakończonej służbie w marynarce po I wojnie światowej, Reinhold von Fischer-Lossainen osiadł w 1919 na stałe w pałacu, który do tej pory pełnił głównie funkcję rezydencji dla jego rodziny. W 1922 roku, po chorobie, zmarła jego żona Edith. Z żałoby Reinholdowi pomogły wyjść odwiedziny wieloletniego przyjaciela z czasów służby w marynarce, księcia Wilhelma von Preussen – brata ostatniego cesarza Niemiec.
W 1931 kontradmirał ożenił się po raz drugi z pochodzącą z Rygi i będącą od niego o 24 lata młodszą Norą Myller von Rautenfels. Zmarł w 1940 roku i został pochowany w rodzinnym mauzoleum przypałacowym. Zarządzanie majątkiem przejęła Nora, która w początkach 1945, podczas ucieczki do Niemiec przed zbliżającą się armią radziecką, popełniła samobójstwo.
II wojnę światową pałac, nie licząc zagrabienia mienia ruchomego, przetrwał w stanie nienaruszonym, a w okresie powojennym w jego murach utworzono Fundusz Wczasów Pracowniczych. W 1957 majątek wraz z licznymi zabudowaniami gospodarczymi przejęła Akademia Rolniczo-Techniczna w Olsztynie, obecny Uniwersytet Warmińsko-Mazurski, która w pałacu prowadziła ośrodek stanowiący jej zaplecze badawczo-rozwojowe. Na początku lat 90. dobra wydzierżawiono posłowi SLD Tadeuszowi Matyjkowi i pełniły one funkcję miejsca spotkań elit politycznych, gdzie bywali m.in. Aleksander Kwaśniewski, prezydent Litwy Algirdas Brazauskas czy premierzy Leszek Miller i Włodzimierz Cimoszewicz. W pałacu przeprowadzono także niezbędne prace remontowe, natomiast od 2003 roku po procesie sądowym, pałac i całe założenie wróciły w ręce uniwersytetu. Obecnie w pałacu trwa modernizacja mająca przystosować obiekt do pełnienia funkcji ośrodka konferencyjnego wraz z bazą noclegową i gastronomiczną. Zarówno pałac, jak i całe założenie utrzymane są w bardzo dobrym stanie i udostępniane są zwiedzającym.

## Architektura
Zespół majątkowy Łężany składa się z pałacu, rozległego parku krajobrazowego i zabudowań gospodarczych położonych nad brzegami jeziora Legińskiego. Sam pałac znajduje się w centrum założenia parkowego, a od zachodu otoczony jest zabudowaniami gospodarczymi oraz wsią, od wschodu polami uprawnymi, a od południa ogrodami i zabudowaniami. Elewacja frontowa budowli skierowana jest w stronę północną, tak by z niewielkiego wzniesienia, na którym jest usytuowany można było podziwiać panoramę jeziora.
Neobarokowy pałac założony jest na planie zbliżonym do prostokąta, a bryła główna jest zróżnicowana z licznymi dodatkami. W narożniku posiada wtopioną w elewację werandę oraz dwie wieże – mniejszą wieloboczną i większą umiejscowioną od strony zachodniej, która spełnia jedynie funkcję widokową. Ponadto znajduje się na niej wysoka latarnia, a cała wieża przykryta jest czworobocznym kopulastym dachem, inaczej niż bryła główna pałacu, która posiada dach mansardowy. Od strony frontowej znajduje się półkolisty, zamknięty trójkątnym, wklęsło-wypukłym szczytem, zdobiony ryzalit. Z kolei od zachodniej strony ulokowano balkon, pergolę oraz taras, a od wschodniej zabudowaną werandę z tarasem i ozdobionym łamanym szczytem ryzalitem. Całość dopełniają liczne, posiadające zdobioną stolarkę, rozmieszczone niesymetrycznie, okna. Dodatkowo elewacje budynku zdobione są boniowaniami, rustykami, tralkowymi balustradami, spływami wolutowymi czy falującymi gzymsami.
Wnętrza pałacu, które zachowały swój pierwotny układ, zdobią, często pochodzące z czasu jego wzniesienia przez Fischerów, elementy wykończenia czy wystroju wnętrz. Sufity ozdobione są sztukateriami, podłoga w kuchni posiada oryginalną glazurę, a na ścianach znajdują się dębowe szafy i boazerie. Zachowało się także m.in. kilka kominków marmurowych i ceramicznych oraz jeden całkowicie drewniany, a na piętrze łazienka wraz z całym wiekowym wyposażeniem. W ostatnim czasie, w dawnej piwniczce do przechowywania win, odkryto malowidła przedstawiające herby floty morskiej, które wykonano prawdopodobnie na zlecenie kontradmirała Reinholda.
Rozległy park, który okala założenie pałacowe z pewnością pochodzi z wcześniejszego okresu niż sama budowla, o czym może świadczyć licznie tam występujący starodrzew, który się datuje na niemal dwa wieki. Samo założenie parkowe można podzielić na dwie części – bliższą pałacowi, gdzie zlokalizowane są ogrody, trawniki i alejki, oraz dalszą, która od wschodu przechodzi w las. W części dalszej znajduje się czynna kaplica, która niegdyś pełniła funkcję rodowego mauzoleum Fischerów i gdzie spoczywa Reinhold von Fischer-Lossainen.
W części południowej całego zespołu znajdują się liczne zabudowania gospodarcze, również bogato zdobione, wzniesione z charakterystycznej czerwonej cegły w stylu neogotyckim. Znajduje się wśród nich m.in. zabytkowy, zakończony schodkowym szczytem, budynek starej kuźni wraz z warsztatem.

## Zabytek
W skład zespołu pałacowego w Łężanach wchodzą obiekty wpisane do rejestru zabytków nieruchomych:
- pałac (nr rej.: 635 z 12.10.1967),
- park (nr rej.: 1332 z 29.11.1978),
- folwark z przełomu XIX i XX w. (nr rej.: A-2681 z 29.06.2004) z cielętnikiem, oborą, hydrofornią, stajnią, cieplarnią, stodołą, młynem i kuźnią.